# Каталонский крем

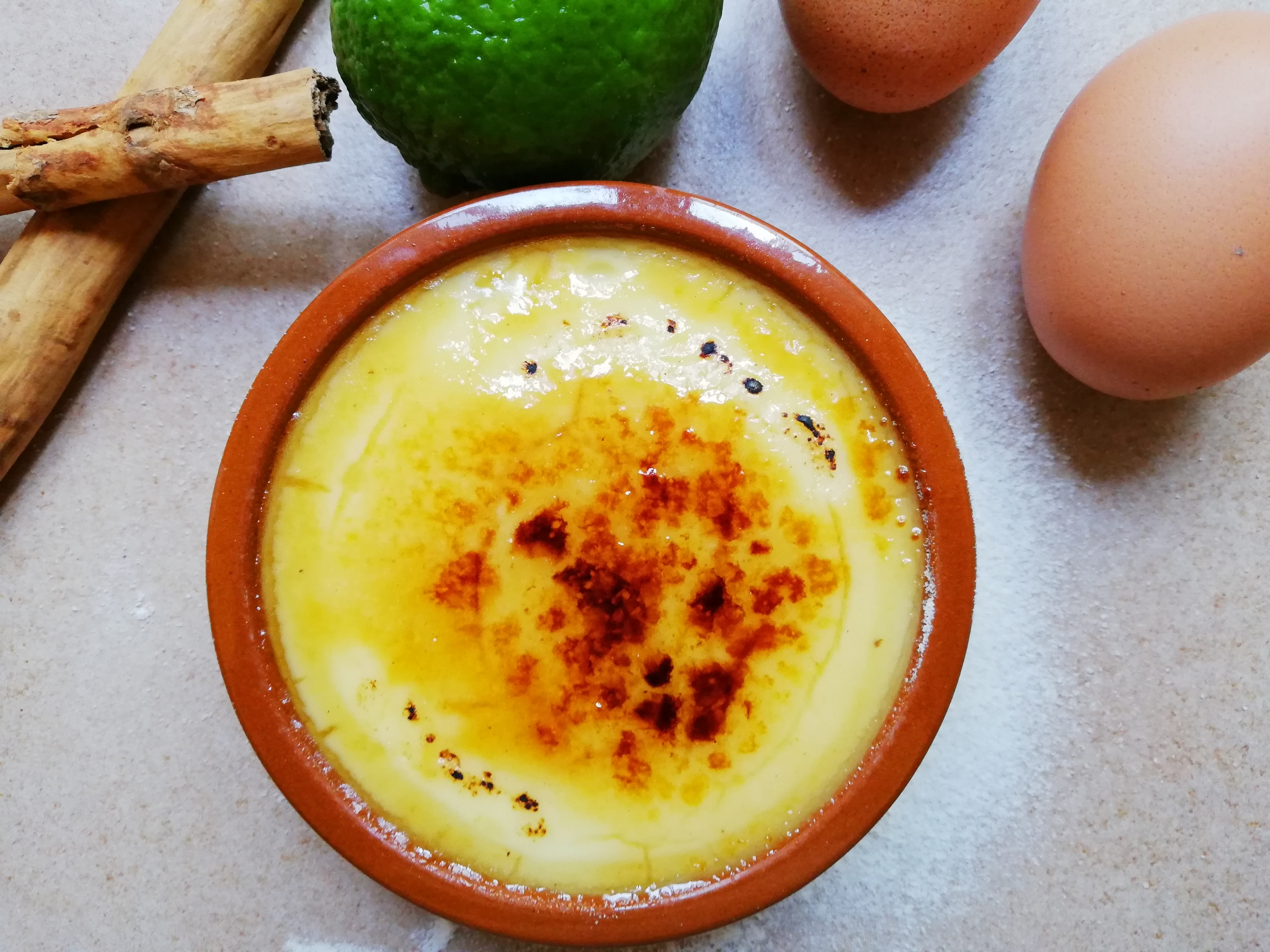
Крема Каталана

Каталонский или каталанский крем, крем каталана (исп. Crema catalana), также известный, как крем святого Иосифа — испанский десерт, традиционное блюдо каталонской кухни. Схож с французским крем-брюле, но готовится на молоке, а не на сливках.
Основные компоненты — молоко, яйца (как правило, только желток), сахар. Иногда также добавляют специи, корицу, ваниль, цедру. Как правило, после приготовления холодный крем покрывают сахаром и подвергают воздействию высокой температуры, чтобы верхний слой из сахара превратился в хрустящую корочку. Некоторые рецепты отличаются от классического и подразумевают добавление крахмала или муки.
Своё второе название имеет оттого, что является традиционным блюдом на день Иосифа Обручника, отмечаемый 19 марта.
Каталонский крем используется в качестве начинки в местном аналоге пончика — шушу.